# Пітер Гойстра
Пітер Гойстра (нід. Pieter Huistra, (нід. вимова: [ˈpitər ˈɦœystraː], нар. 18 січня 1967) — нідерландський футболіст, що грав на позиції нападника, а також футбольний тренер.

## Клубна кар'єра
Розпочинав займатись футболом в клубі «Драхтен Бойс», а в 16 років потрапив в «Гронінген». 5 вересня 1984 року він дебютував у Ередивізі в матчі протм «Волендама» (1:3). 3 листопада того ж року в матчі проти АЗ (Алкмаар) (1:1) він забив перший гол. Загалом у «Гронінгені» він грав до кінця сезону 1985/86, але основним гравцем так і не став, через що був відданий в оренду до «Вендама». Тут він зразу став основним і забив п'ять м'ячів у 33 матчах сезону, але врятувати команду від вильоту в другий дивізіон не зумів.
У 1987 році Гойстра став гравцем «Твенте», де виступав до літа 1990 року, забивши 17 голів у 93 матчах чемпіонату, а також зіграв у Кубку УЄФА і став гравцем збірної.
У 1990 році Гойстра став футболістом шотландського «Рейнджерса». У шотландській прем'єр-лізі дебютував 25 серпня 1990 року у домашній грі проти «Данфермлін Атлетік». У «Рейнджерсі» протягом 4,5 років він грав в основному складі. У цей період він виграв чемпіонат Шотландії п'ять разів (1991, 1992, 1993, 1994, 1995), двічі Кубок Шотландії (1992, 1993) і тричі Кубка шотландської ліги (1991, 1993, 1994).
У 1995 році Гойстра відправився до Японії на запрошення співвітчизника Віма Янсена, що тренував клуб «Санфрече Хіросіма» і протягом двох років грав у місцевій Джей-лізі.
На початку 1997 року Пітер повернувся до «Гронінгена», а влітку того ж року поїхав до бельгійського «Льєрса». Протягом перших двох сезонів він був основним гравцем клубу і в 1999 році виграв Кубок і Суперкубок Бельгії. Він закінчив свою кар'єру в 2001 році як гравець «Розендал», в якому, однак, так й не зіграв жодного матчу, отримавши серйозну травму ахілового сухожилля. І хоча його контракт з клубом тривав ще один рік, він так і не зіграв жодного матчу за клуб у сезоні 1999/00. Після 394 матчів у вищих дивізіонах чотирьох країнах, в яких він забив 71 гол, Гойстра закінчив 16-річну професійну кар'єру.

## Виступи за збірну
У складі національної збірної Нідерландів дебютував 16 листопада 1988 року у програній товариській зустрічі з Італією (0:1). 1989 року Пітер зіграв ще чотири гри за «помаранчевих», проте взимку сезону 1989/90 він отримав травму паху, через що лікувався до березня 1990 року і не зміг швидко повернутися в гру, через що у збірній того року не грав. Незважаючи на те, що він був у шорт-листі команди на участь у чемпіонату світу 1990, у кінцевий список 22 гравців не потрапив, оскільки головний тренер збірної Лео Бенхаккер вважав за краще взяти на його позицію гравців «Аякса».
У квітні 1991 року, коли Гойстра вже успішно грав в Глазго, новий тренер збірної Рінус Міхелс знову запросив ПІтера. Він зіграв того року у двох матчах кваліфікації на Євро-1992 проти Фінляндії, після чого зіграв свою останню міжнародну гру проти Польщі 11 вересня 1991 року на стадіоні Філіпс. Загалом у формі головної команди країни зіграв 8 матчів.

## Тренерська кар'єра
Після закінчення футбольної кар'єри став тренером. Розпочав тренерську кар'єру в 2001 році як головний тренер молодіжної команди «Гронінгена», яким він був чотири роки. 1 липня 2005 року покинув Гронінген і був призначений новим помічником тренера Ада де Моса у «Вітессе».

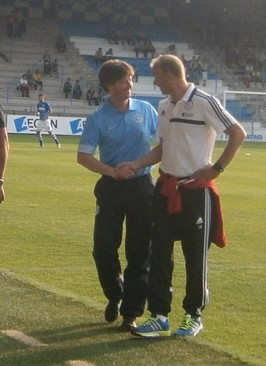
Пітер Гойстра (ліворуч) і Денніс Бергкамп перед товариським матчем між «Аяксом» і «Де Графсхапом» 13 липня 2013 року.

3 квітня 2009 року стало відомо, що Гойстра став помічника тренера в «Аяксі» (Амстердам), а з сезону 2009/10 року був тренером молодіжної команди клубу, «Йонг Аякс».
22 грудня 2009 року стало відомо, що Гойстра з сезону 2010/11 буде головним тренером «Гронінген», замінивши Рона Янса, який покине клуб після закінчення сезону 2009/10 років. У першому сезоні Пітер закінчив сезон з «Гронінгеном» на п'ятому місці і вийшов в плей-оф за право зіграти в Лізі Європи. У фінальному матчі проти «АДО Ден Гаг» його клуб поступився в серії пенальті і не вийшов в єврокубки. Тим не менш після вдалих результатів проти «АЯкса» (1-0) і «Твенте» (1-1) Гойстра показав потенціал для подальшого зростання і 29 листопада 2011 року було оголошено, що він продовжив свій контракт з клубом ще на рік. Клуб зазначив, що задоволений роботою Пітера за останні півтора року. Попри це вже 10 травня 2012 року Гойстра був звільнений після провального сезону, за результатами якого клуб зайняв 14 місце.
30 травня 2012 року був предсавлений новим головним тренером клубу «Де Графсхап», що саме вилетів до Еерстедивізі, з завданням швидко повернути клуб в еліту. У перший рік він став з командою восьмим. У своєму другому сезоні він вступив у конфлікт зі значною частиною вболівальників команди і 24 грудня 2013 року був звільнений. Клуб став тоді шостим.
У грудні 2014 року став технічним директором збірної Індонезії. У травні 2015 року він був призначений тимчасовим тренером збірної для відбору на чемпіонат світу 2018 року та кваліфікацію до Кубку Азії 2019 року. Проте з червня членство Індонезії у ФІФА була призупинене, і команді вже не було дозволено грати матчі. У грудні 2015 року Гойстра розірвав свій контракт. Також нетривалий час Пітер працював з місцевою командою «Персіпасі Бандунг Рая»
31 березня 2017 року він був призначений помічником менеджера словацького чемпіона «Тренчина» до кінця сезону. Після закінчення сезону він покинув клуб, щоб приєднатися до «Пахтакору» в Узбекистані, де став асистентом Шота Арвеладзе.

## Статистика
| Матчі і голи за збірну | Матчі і голи за збірну | Матчі і голи за збірну | Матчі і голи за збірну | Матчі і голи за збірну | Матчі і голи за збірну | Матчі і голи за збірну |
| #                      | Дата                   | Місце                  | Суперник               | Рахунок                | Гол                    | Турнір                 |
| 1988                   | 1988                   | 1988                   | 1988                   | 1988                   | 1988                   | 1988                   |
| ---------------------- | ---------------------- | ---------------------- | ---------------------- | ---------------------- | ---------------------- | ---------------------- |
| 1.                     | 16.11.1988             | Рим, Італія            | Італія                 | 0:1                    | 0                      | Товариський матч       |
| 1989                   |                        |                        |                        |                        |                        |                        |
| 2.                     | 04.01.1989             | Рамат-Ган, Ізраїль     | Ізраїль                | 2:0                    | 0                      | Товариський матч       |
| 3.                     | 22.03.1989             | Ейндховен, Нідерланди  | СРСР                   | 2:0                    | 0                      | Товариський матч       |
| 4.                     | 26.04.1989             | Роттердам, Нідерланди  | ФРН                    | 1:1                    | 0                      | Відбір на ЧС-1990      |
| 5.                     | 31.05.1989             | Гельсінкі, Фінляндія   | Фінляндія              | 1:1                    | 0                      | Відбір на ЧС-1990      |
| 1991                   |                        |                        |                        |                        |                        |                        |
| 6.                     | 17.04.1991             | Роттердам, Нідерланди  | Фінляндія              | 2:0                    | 0                      | Відбір на Євро-1992    |
| 7.                     | 05.06.1991             | Гельсінкі, Фінляндія   | Фінляндія              | 1:1                    | 0                      | Відбір на Євро-1992    |
| 8.                     | 11.09.1991             | Ейндховен, Нідерланди  | Польща                 | 1:1                    | 0                      | Товариський матч       |

## Досягнення

### Гравець
- Чемпіон Шотландії (5):

«Рейнджерс»: 1990-91, 1991-92, 1992-93, 1993-94, 1994-95
- Володар Кубка Шотландії (2):

«Рейнджерс»: 1991-92, 1992-93
- Володар Кубка шотландської ліги (3):

«Рейнджерс»: 1990-91, 1992-93, 1993-94
- Володар Суперкубка Бельгії (1):

«Лірс»: 1997
- Футбольний талант року в Нідерландах[nl]: 1988

### Тренер
- Чемпіон Узбекистану (3):

«Пахтакор»: 2019, 2020, 2021
- Володар Кубка Узбекистану (2):

«Пахтакор»: 2019, 2020
- Володар Кубка узбецької ліги (1):

«Пахтакор»: 2019
- Володар Суперкубка Узбекистану (1):

«Пахтакор»: 2021